# لويس فافر (لاعب كرة قدم)
لويس فافر (بالفرنسية: Louis Favre)‏ (23 أكتوبر 1923 بمونبلييه في فرنسا - 15 يناير 2008 بمونبلييه في فرنسا) هو مدرب كرة قدم ولاعب كرة قدم فرنسي في مركز الهجوم. لعب مع نادي النجم الأحمر سانت أوين ونادي بيزيرز ونادي سيت ونادي فرنسا ونادي مونبلييه وأولمبيك أليس وStade français-Red Star ‏.

## وصلات خارجية
- لويس فافر على موقع قاعدة بيانات كرة القدم.إي يو (الإنجليزية)